# Guilherme Siqueira
Guilherme Madalena Siqueira, mais conhecido como Guilherme Siqueira ou apenas Siqueira (Florianópolis, 28 de abril de 1986), é um ex-futebolista brasileiro que atuava como lateral-esquerdo.

## Carreira

### Início
Siqueira iniciou sua carreira nas categorias de base do Figueirense de sua cidade natal entre 2000 a 2002. Em 2002 foi contratado pelo seu rival Avaí. Foi contratado pela Internazionale em novembro de 2004 e juntou-se oficialmente ao grupo profissional da Inter no dia 30 de agosto de 2005.
Em janeiro de 2006 foi emprestado para a Lazio, como parte do acordo da transferência do jogador César para a Inter e ainda, tendo o clube de Roma a opção da compra de parte dos direitos do jovem brasileiro no final da temporada.

### Udinese
No dia 11 de agosto de 2006, foi vendido à Udinese com acordo de co-propriedade. 
Em 2008 e 2009, esteve emprestado ao Ancona, que disputou a segunda divisão do Campeonato Italiano.
Ainda em 2009, retornou à Udinese. No dia 10 de janeiro de 2010, Guilherme substituiu Paolo Sammarco no minuto 71 do jogo que acabou em 1–1 contra o seu ex-clube Lazio, anotando assim o seu primeiro jogo da temporada.
Tanto na Inter quanto na Udinese e Ancona, Guilherme sempre utilizou a camisa de número 86, ano em que nasceu.
Em 2010, Siqueira foi emprestado ao Granada da Espanha, como parte de um acordo de parceria com a Udinese em que vários jogadores do clube italiano foram cedidos ao clube espanhol. Em sua primeira temporada na Espanha, Siqueira atuou regularmente pelo seu novo clube e ajudou o Granada a ganhar a promoção à Primeira Divisão. Depois de uma primeira temporada muito boa com o Granada, em 30 de junho de 2011, ele assinou um contrato de quatro anos para permanecer no clube, já que seu contrato com a Udinese havia expirado. No dia 20 de março de 2012, ele marcou dois gols de pênalti contra o Barcelona, no Camp Nou, em jogo válido pela La Liga.
Em 2013, o Granada emprestou-o por uma época ao Benfica. No mesmo ano, Siqueira conquistou a cidadania espanhola com o intuito de servir a Seleção Espanhola de Futebol.

### Atlético de Madrid
No dia 6 de junho de 2014, foi anunciada a venda de Guilherme para o Atlético de Madrid, atual campeão espanhol, com a evidente saída de Filipe Luís. Filipe e Guilherme são amigos desde o início da carreira em Florianópolis. Filipe voltaria ao clube em 2015, reduzindo o espaço para Guilherme que então foi emprestado ao Valencia no meio da temporada 2015/2016, até junho de 2017. Ele tinha contrato com o Atlético até junho de 2018, porém, o contrato de Guilherme com o time espanhol foi rescindido em setembro de 2017.

## Títulos
Benfica
- Campeonato Português: 2013–14
- Taça de Portugal: 2013–14
- Taça da Liga: 2013–14

Atlético de Madrid
- Supercopa da Espanha: 2014